# Раст (Невесиње)
Раст је насељено мјесто у општини Невесиње, Република Српска, БиХ. Према попису становништва из 1991. у насељу је живјело 153 становника.

## Становништво
| Националност | 1991. | 1981. | 1971. | 1961. |
| Срби         | 153   | 193   | 244   | 269   |
| Југословени  |       | 2     |       |       |
| непознато    |       |       |       |       |
| Укупно       | 153   | 195   | 244   | 269   |

| Демографија | Демографија | Демографија |
| Година      | Становника  | Становника  |
| ----------- | ----------- | ----------- |
| 1961.       | 269         |             |
| 1971.       | 244         |             |
| 1981.       | 195         |             |
| 1991.       | 153         |             |

## Знамените личности
- Трифко Грубачић (Раст, 1834 — Цетиње, 4. април 1892), вођа српских устаника